# Горный Ливан
Горный Ливан (араб. جبل لبنان‎ - Джебель Либнан) — одна из мухафаз Ливана. Административный центр мухафазы — Баабда. Подавляющее большинство населения — марониты, православные и греко-католики (мелькиты). Есть значительное число исмаилитов.

## Районы
Мухафаза разделена на 6 районов:
- Баабда (Баабда, араб. قضاء بعبدا‎)
- Алей (Алей, араб. قضاء عاليه‎)
- Матн (Эль-Джудейда, араб. قضاء المتن‎)
- Кесерван (Джуния, араб. قضاء كسروان‎)
- Шуф (Байт-эд-Дин, араб. قضاء الشوف‎)
- Джебейль (Библ, араб. قضاء جبيل‎)